# Sant’Ignazio (Arezzo)

Die Kirche Sant’Ignazio in Arezzo

Sant’Ignazio in der toskanischen Stadt Arezzo ist eine ehemalige Jesuitenkirche. 
Die Kirche, einer der bedeutendsten Sakralbauten Arezzos aus dem 17. Jahrhundert, wurde zwischen 1667 und 1686 von den Jesuiten nach einem Entwurf des Jesuitenpaters Ciriaco Pichi erbaut. Beeinflusst von Architekturkonzepten des späten 16. Jahrhunderts erscheint in der Backsteinfassade ein Schema, das Bartolomeo Ammanati beim Bau von Santa Maria in Gradi in Arezzo anwendete.
Die Stuckdekoration des Innenraums, ein Beispiel des Arezzo-Barock, wurde von Giuseppe Passardi vorgenommen. Auf dem Hauptaltar befindet sich eine Kopie von Pietro Dandini des Gemäldes Christus und der Heilige Ignatius von Pietro da Cortona (Pistoia, Santo Spirito). Die Statuen der Tugenden in Nischen entlang der Mauern stammen von Bernardino Raoni und entstanden 1762.
Heute ist die Kirche profaniert und wird als Bürgerzentrum genutzt.